# Platyzosteria consobrina
Platyzosteria consobrina är en kackerlacksart som först beskrevs av Henri Saussure 1864.  Platyzosteria consobrina ingår i släktet Platyzosteria och familjen storkackerlackor. Inga underarter finns listade i Catalogue of Life.